# 大規模木造建築

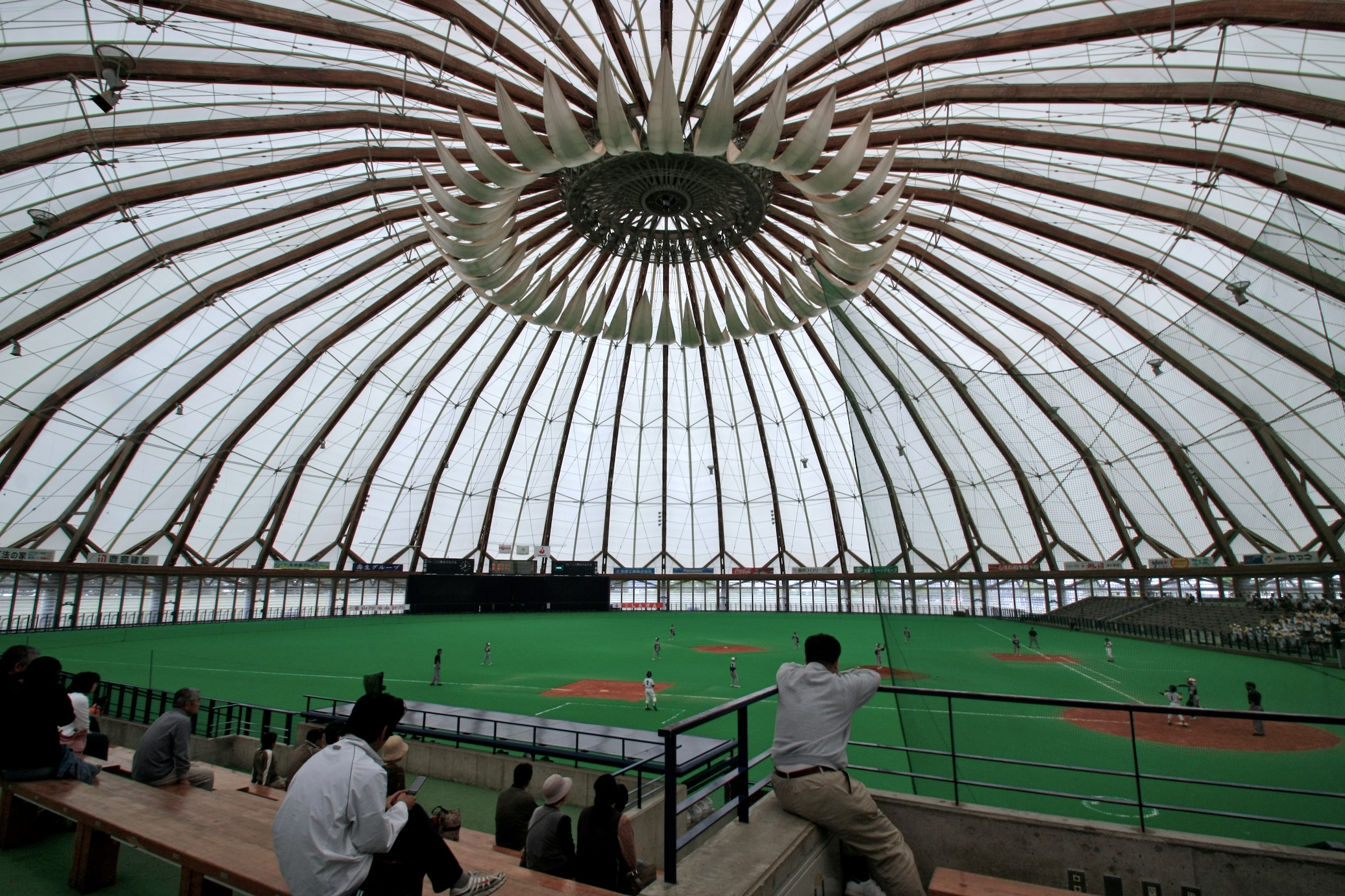
出雲ドームは日本初の木造ドームである

大規模木造建築物（だいきぼもくぞうけんちくぶつ）とは、建築基準法6条1項2号と3号に定める大規模建築物の一種である。
具体的には、木造の建築物で次の要件のどれか1つを満たすもの。省略して大規模木造とも呼ばれる。
1. 高さが13ｍを超える
2. 軒高が9ｍを超える
3. 階数が3以上
4. 延べ面積が500平方メートルを超える

## 今後の課題

### 材料
天然の木材を大規模な建築物の主要構造部分に使用するには複数の問題が存在する。
1. 大規模な木造建築では、鉄やコンクリートと同様に正確な構造計算・強度計算が必要となるが、天然の木材は材料として均一でないため、計算が難しい。
2. 天然の木材の性能はそれぞれ異なるため、構造材としての性能を破壊せず正確に測定するのは難しい。

上記の問題を「工学的な手法によって強度性能を保証する工程を経た木質建材、「エンジニアリングウッド」を用いて解消し、適切な構造計算・強度計算を可能にする。エンジニアリングウッドにより天然の木材では実現できなかった精度と品質で自由度の高い設計が可能になった。ただし国産材（建築地の地域材）を利用する場合、構造用集成材を製造できるメーカーが限られ、輸送および製造コストが非常に高くつくため、補助金利用が可能な場合に限られる。
今後は、北米で開発されたクロス・ラミネーティッド・ティンバー（CLT）大規模木造建築への導入が期待されており、そのための法整備（JAS制定）が進み、実際の大判パネルも国内で開発され、少しずつ利用も始まっている。

### 設計士の不足
材料の知識がありかつ木質系の構造計算ができる設計士が非常に少ないことが課題である。
（図面の通りの強度の材料を地域材で揃えることが困難であったり、コストが高くつく、など。）

## 工法の種類
大規模木造建築物の工法は複数存在し、建物の規模や特性に応じて工法を選択する。
1. 木質二方向ラーメン構造 サミットHR工法
2. サミットSJ工法
3. サミットHRS工法
4. 門型ラーメン構法
5. HSトラス構法